# Landesgartenschau in Nordrhein-Westfalen
Eine Landesgartenschau in Nordrhein-Westfalen ist eine in Nordrhein-Westfalen in der Regel alle drei Jahre stattfindende Ausstellung zum Gartenbau. Die Landesgartenschau mit einer Dauer von etwa einem halben Jahr ist auf Ebene eines Landes das kleinere Pendant zur zweijährlich stattfindenden Bundesgartenschau.

## Geschichte
Bislang gab es 19 Landesgartenschauen in Nordrhein-Westfalen. Die erste fand 1984 in Hamm statt. Im Jahr 2023 fand die Landesgartenschau Höxter statt.
Die folgende Tabelle gibt eine Übersicht über die Landesgartenschauen in Nordrhein-Westfalen.
| Nr. | Landesgartenschau                           | Jahr | Ort                   | Nachnutzung                             |
| --- | ------------------------------------------- | ---- | --------------------- | --------------------------------------- |
| 1   | Landesgartenschau Hamm 1984                 | 1984 | Hamm                  | Maximilianpark                          |
| 2   | Landesgartenschau Rheda-Wiedenbrück 1988    | 1988 | Rheda-Wiedenbrück     | Flora Westfalica                        |
| 3   | Landesgartenschau Mülheim 1992              | 1992 | Mülheim an der Ruhr   | MüGa-Park                               |
| 4   | Landesgartenschau Paderborn 1994            | 1994 | Paderborn             | Schlosspark                             |
| 5   | Landesgartenschau Grevenbroich 1995         | 1995 | Grevenbroich          | Stadtpark Grevenbroich                  |
| 6   | Landesgartenschau Lünen 1996                | 1996 | Lünen                 | Seepark Lünen                           |
| 7   | Landesgartenschau Jülich 1998               | 1998 | Jülich                | Brückenkopfpark Jülich                  |
| 8   | Oberhausener Landesgartenschau 1999         | 1999 | Oberhausen            | Bürgerpark Osterfeld/OLGA-Park          |
| 9   | Landesgartenschau Bad Oeynhausen/Löhne 2000 | 2000 | Bad Oeynhausen, Löhne | Aqua Magica                             |
| 10  | Landesgartenschau Oelde 2001                | 2001 | Oelde                 | Vier-Jahreszeitenpark Oelde             |
| 11  | Landesgartenschau Jüchen 2002               | 2002 | Jüchen                | Schlosspark Dyck und Neue Gärten        |
| 12  | Landesgartenschau Gronau 2003               | 2003 | Gronau                | Inselpark Gronau                        |
| 13  | Landesgartenschau Leverkusen 2005           | 2005 | Leverkusen            | Neuland-Park                            |
| 14  | Landesgartenschau Rietberg 2008             | 2008 | Rietberg              | Gartenschau-Park                        |
| 15  | Landesgartenschau Hemer 2010                | 2010 | Hemer                 | Sauerlandpark Hemer                     |
| 16  | Landesgartenschau Zülpich 2014              | 2014 | Zülpich               | Seepark Zülpich                         |
| 17  | Landesgartenschau Bad Lippspringe 2017      | 2017 | Bad Lippspringe       |                                         |
| 18  | Landesgartenschau Kamp-Lintfort 2020        | 2020 | Kamp-Lintfort         |                                         |
| 19  | Landesgartenschau Höxter 2023               | 2023 | Höxter                | Remtergarten und Archäologiepark Corvey |
| 20  | Landesgartenschau Neuss 2026                | 2026 | Neuss                 |                                         |
| 21  | Landesgartenschau Kleve 2029                | 2029 | Kleve                 |                                         |

### Galerie

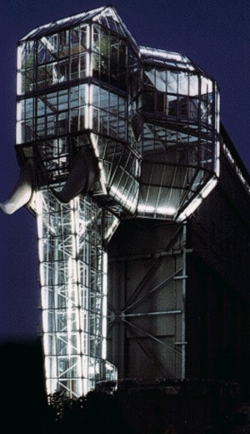
Hamm 1984: Glaselefant im „Maximilianpark“
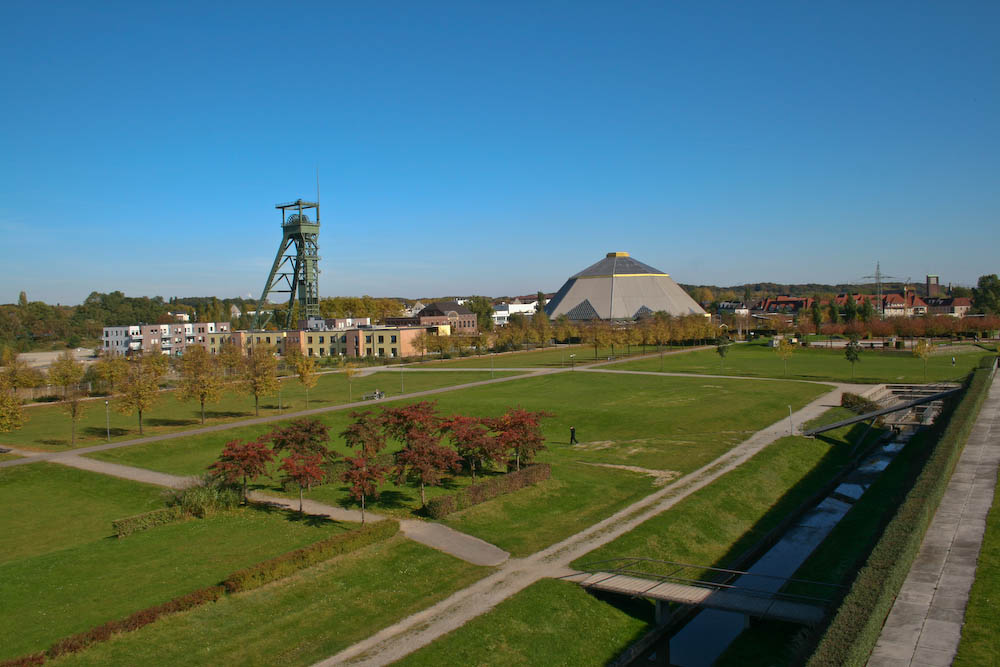
Oberhausen 1999: Blick über das „Olga“-Gelände
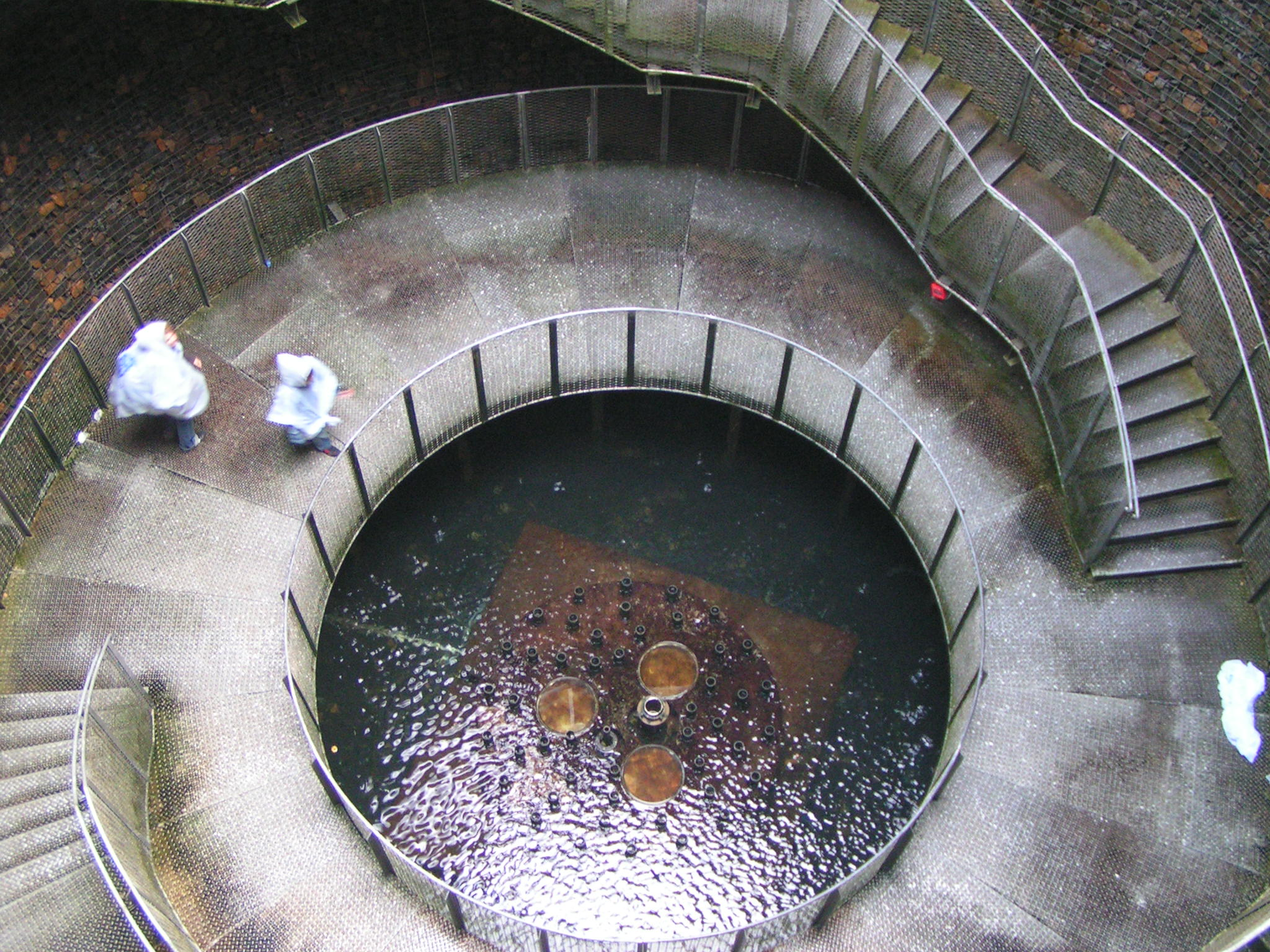
Bad Oeynhausen 2000: Wasserkrater auf dem „Aqua-Magica-Gelände“
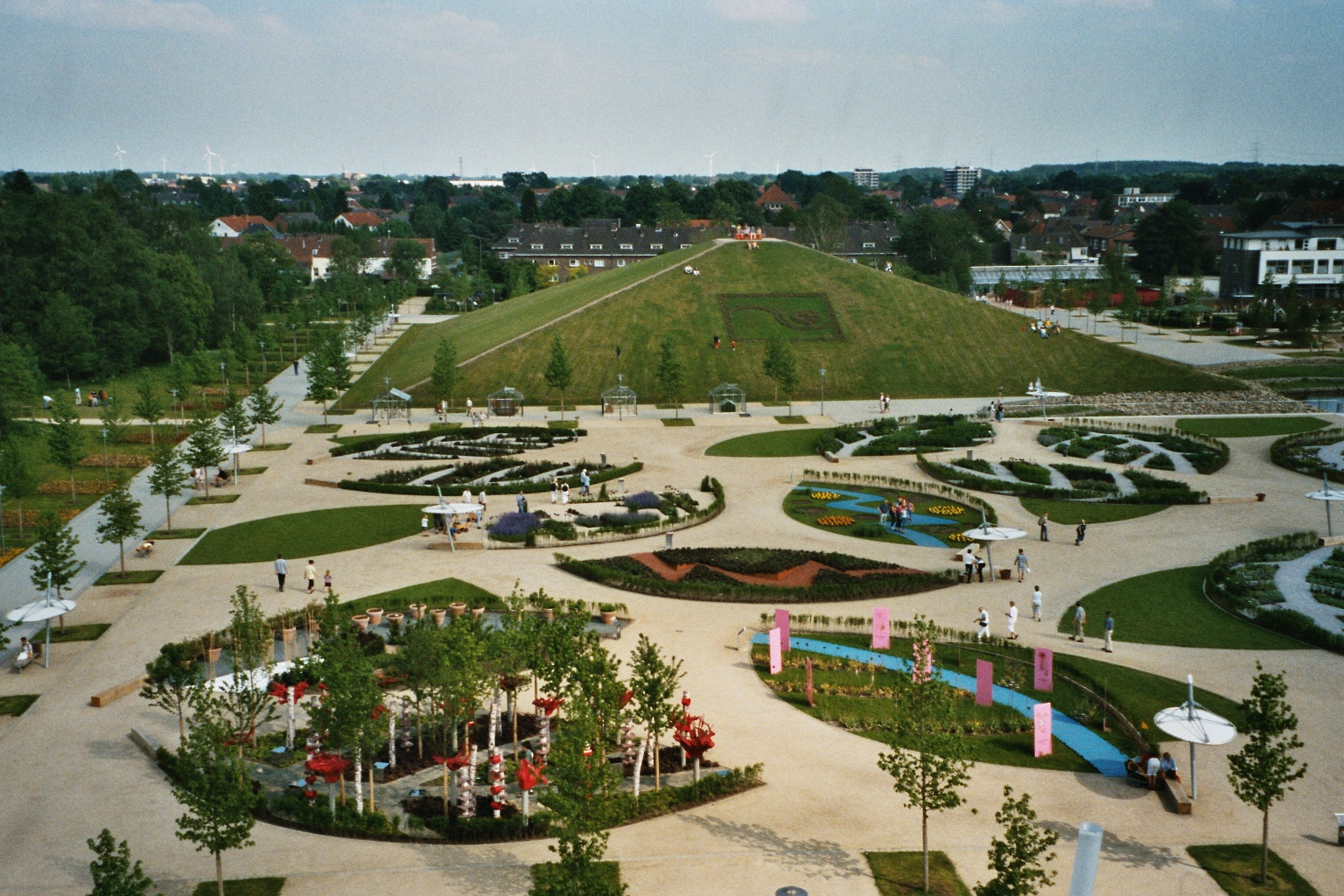
Gronau 2003: Blick auf die Landesgartenschau „Inselpark“ in Gronau
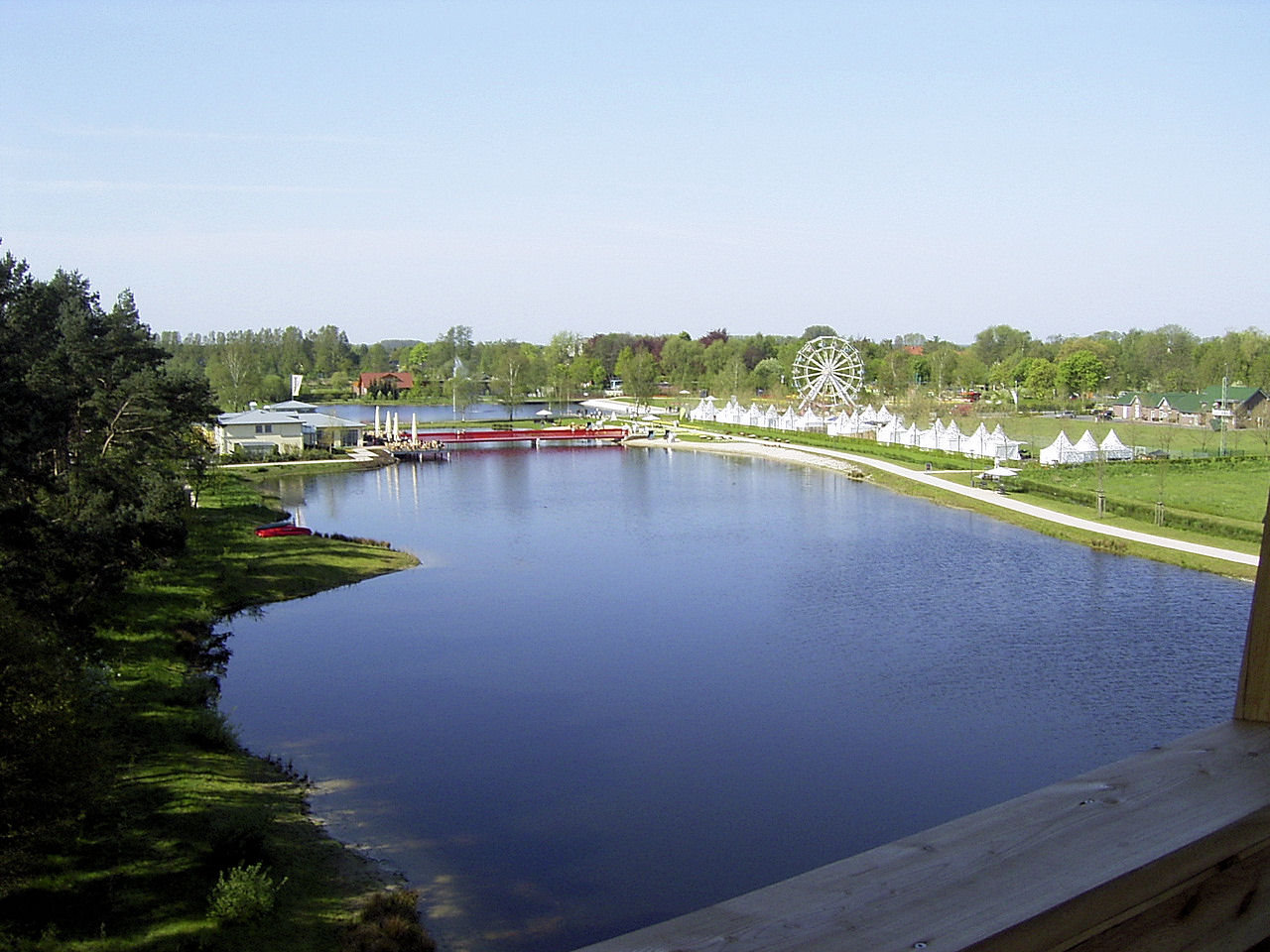
Rietberg 2008: Blick vom Aussichtsturm über die Landesgartenschau „Träume wachsen lassen“ in Rietberg
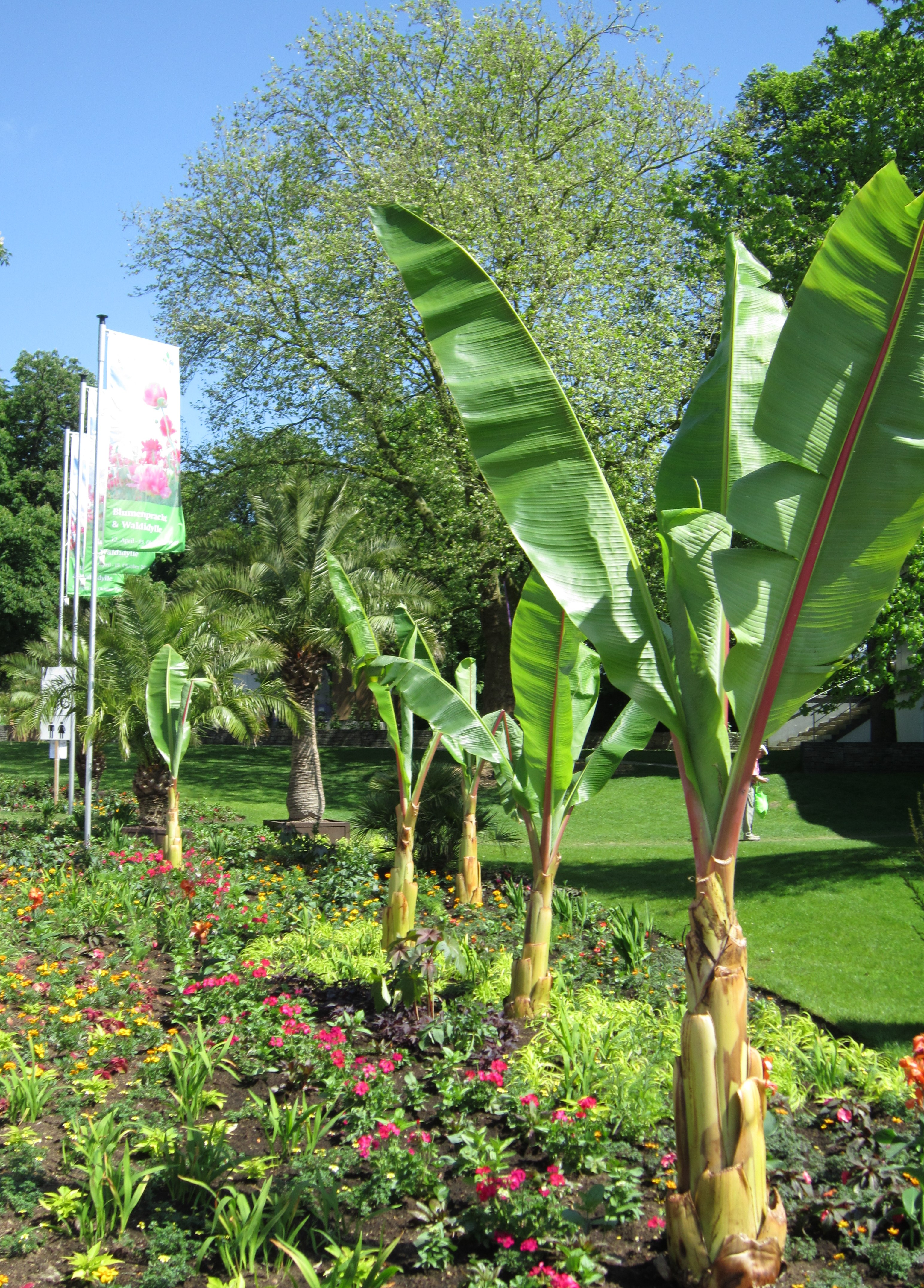
Bad Lippspringe 2017: Bananenstauden im Arminiuspark
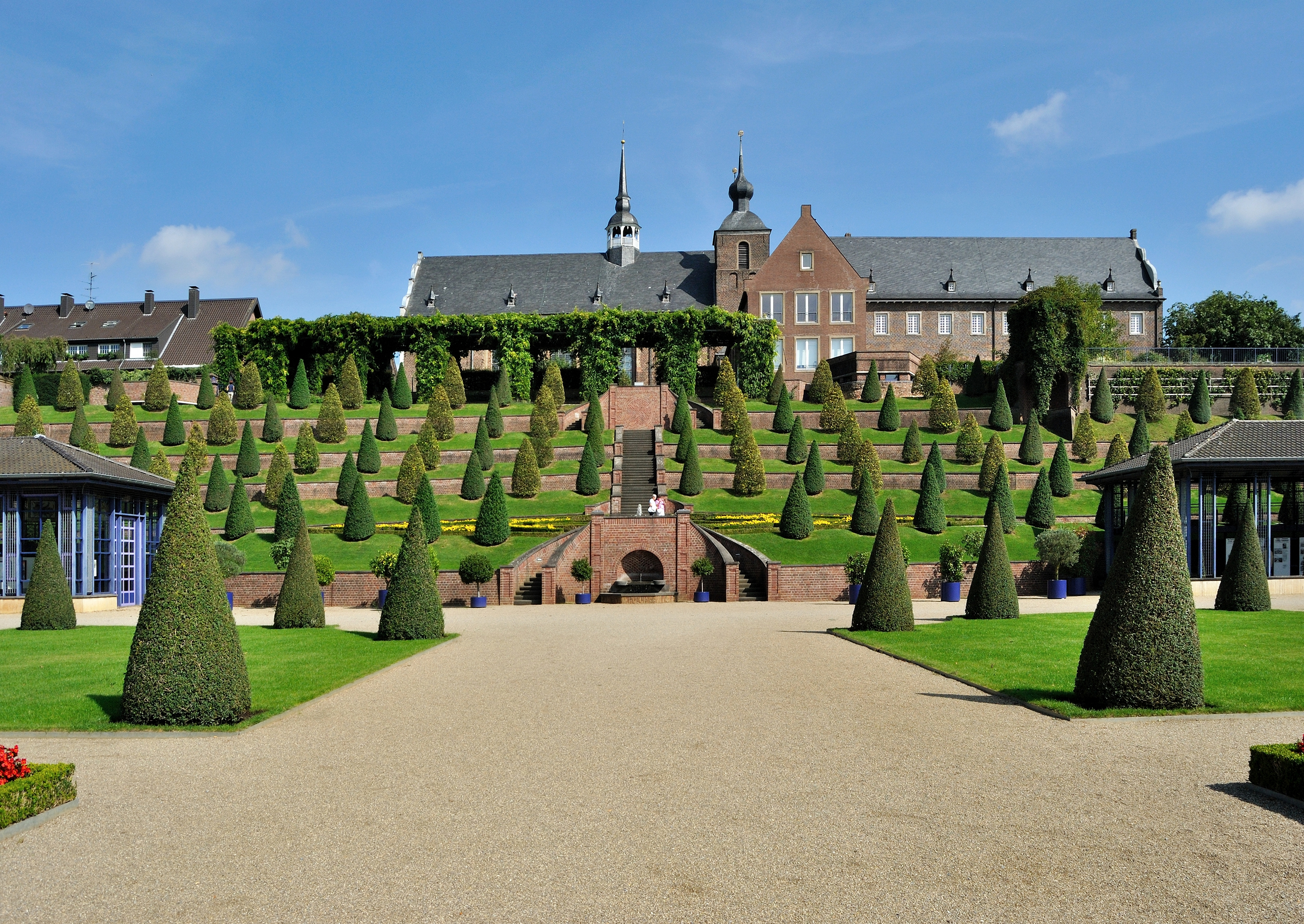
Kamp-Lintfort 2020: LAGA-Gelände Kloster Kamp, Terrassengarten

## Ziele
Die Landesgartenschauen in Nordrhein-Westfalen dienen dazu, die Lebens- und Umweltqualität der ausrichtenden Städte und Gemeinden zu verbessern und Impulse für die Region, in der sie stattfinden, zu geben. Städtebauliche Grünflächengestaltung und Landschaftsarchitektur stellen dabei die Herausforderungen dar. Landesgartenschauen in Nordrhein-Westfalen können Hitze, Lärm und Staub als störende Umweltbelastungen minimieren und sind eine Maßnahme zur Eindämmung der globalen Erwärmung. Nicht zuletzt sollen die Landesgartenschauen in Nordrhein-Westfalen Identifikationsobjekte und Touristenattraktionen sein.

## Bewerbung
Städte und Gemeinden in Nordrhein-Westfalen können sich für eine Landesgartenschau beim Ministerium für Umwelt, Landwirtschaft, Natur- und Verbraucherschutz des Landes Nordrhein-Westfalen bewerben. Die Landesregierung entscheidet über die Bewerbung auf Grundlage einer Empfehlung einer unabhängigen Bewertungskommission.

## Veranstalter
Veranstalter einer Landesgartenschauen in Nordrhein-Westfalen sind die ausrichteten Städte oder Gemeinden und die  „Landesarbeitsgemeinschaft Gartenbau“. Um die Landesgartenschauen vorzubereiten und durchzuführen, werden Bau- und Betriebsgesellschaften gegründet.